# Luis Puenzo
Luis Puenzo (19 februari 1946) is een Argentijns filmregisseur.

## Biografie
Puenzo begon zijn carrière in 1965 met het maken met reclamespots. Hij maakte begin jaren 70 twee films. Tijdens de Vuile Oorlog en de Argentijnse militaire dictatuur (1976-1983) verdwenen veel mensen, waaronder ook filmregisseurs. Puenzo besloot zich op de achtergrond te houden en opnieuw aan reclamespots te werken. Na de dictatuur maakte hij La historia oficial, deze film won de Oscar voor beste niet-Engelstalige film. In 1989 maakte hij Old Gringo met hoofdrollen voor Gregory Peck, Jane Fonda en Jimmy Smits. Zijn voorlopig laatste film maakte hij in 2004: La puta y la ballena.

## Filmografie
- Luces de mis Zapatos (1973)
- Las Sorpresas (1975)
- La historia oficial (1985)
- Old Gringo (1989)
- With Open Arms (1990)
- La Peste (1992)
- Broken Silence (2002)
- La puta y la ballena (2004)

- Bibsys: 11048067
- Biblioteca Nacional de España: XX1457426
- Bibliothèque nationale de France: cb12706136c (data)
- Catàleg d'autoritats de noms i títols de Catalunya: 981058514028806706
- CiNii: DA06850584
- Gemeinsame Normdatei: 11942844X
- International Standard Name Identifier: 0000 0001 1768 7409
- Library of Congress Control Number: n88674776
- Nationale Bibliotheek van Tsjechië: xx0223130
- Nationale Bibliotheek van Israël: 987007440218505171
- Nationale Bibliotheek van Polen: a0000002131787
- Nederlandse Thesaurus van Auteursnamen: 07180076X
- SNAC: w6pc56kt
- Système universitaire de documentation: 028777522
- Virtual International Authority File: 69053856
- WorldCat: E39PBJc7Vykkr9hcvbdhwPgYfq